# Грузинський гусарський полк
Грузинський гусарський полк — грузинське кавалерійське формування (гусарський полк) Російської імперської армії, в період 1738—1769 років.

## Історія
25 березня 1738 року з грузинських князів і дворян, які залишили Грузію разом із царем Картлійського царства Вахтангом VI, указом імператриці Анни Іванівни сформована Грузинська гусарська рота складі 17 офіцерів і 70 нижніх чинів. У 1739 році рота відзначилася в російсько-турецькій війні під керівництвом генерал-фельдмаршала Мініха, який направив грузинського дворянина Бориса Єгорова зробити додатковий набір рекрутів в Астрахані та Кизлярі. Внаслідок цього склад роти збільшився на 150 осіб і наказано вербувати далі. Командиром роти був призначений мухранський князь Мамука Іраклійович (він же Макул або Мамук Давидов) у чині капітана.
14 квітня 1740 року рота була розгорнута в три роти (по 70 осіб у кожній та 38 осіб понад штат), одночасно затвердили її штат. Наказано число гусар у ротах довести до 100 чоловік, а число рот — мінімум до 10. Командував формуванням із трьох рот майор князь Мамука Іраклійович. 14 жовтня 1741 року указом Анни Леопольдівни був сформований Грузинський гусарський полк 10-ротного (5-ескадронного) складу, одночасно полку були надані кольори. Полк брав участь у битвах у Сенковиць, біля річки Довгої, у Ставучан і відзначився при взятті Хотину.
У 1742 році полк взяв участь у боях у Фінляндії (Тогмозерська кампанія і битва у Фрідріхсгама). Після укладання миру полк був розквартирований та території України, потім переведений до Свиязьку Казанської губернії, а потім до Кизляру. В Україні полк перетворили на поселений полк, виділивши князям по 30 дворів, а іншим дворянам — по 10.
У 1757 році полк під командуванням князя Амілахварі виступив для участі в Семирічній війні, брав участь у битві при Гросс-Егерсдорфі, взятті Кенігсбергу, Костшина, Берліну.
10 травня 1763 до полку були приєднані ескадрони розформованого Жовтого гусарського полку.
У 1768—1769 роках полк брав участь у російсько-турецькій війні. 3 жовтня 1769 року Грузинський гусарський полк частково розформований — два ескадрони спрямовані на сформування Московського легіону і два ескадрони включені до складу Кавказького корпусу.
24 грудня 1776 року два ескадрони полку, що залишилися, спрямовані на сформування дев'яти нових гусарських полків.

## Командири
- князь Мамука Іраклійович
- князь Кайхосро Гурієлов (Гурієлі)
- князь Амілахварі
- полковник Франц де Сватчек

## Однострій
Ківер чорний, смушковий. Ментик, доломан, ташка, цифровка чакчири, гомби пасу, чепрак — жовті. Лопать ківеру та чакчири — червоні. Прикладний метал — жовтий.
У офіцерів облямівка ментика руда, шнури, галун, обшивка ташки, обшивка чепрака, чоботи — жовті; комір і обшлага — червоні. У нижніх чинів облямівка ментика і чоботи — чорні, шнури, галуни, обшивка ташки, обшивка чепрака — червоні, комір і обшлаги — жовті.

## Служили в полку
- Гурамішвілі Давид Георгійович  — грузинський поет

## Галерея

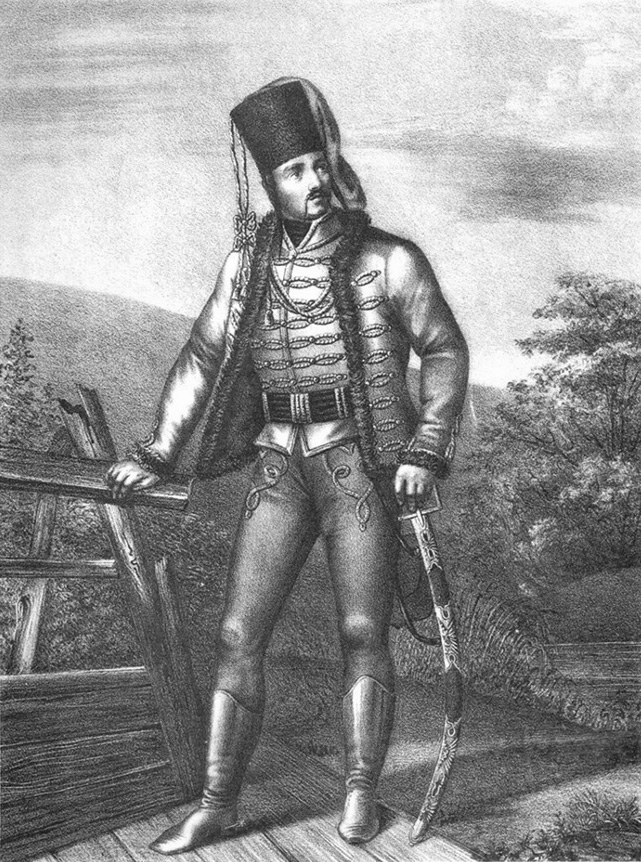
Офіцер полка, з 1741 по 1761 роки.
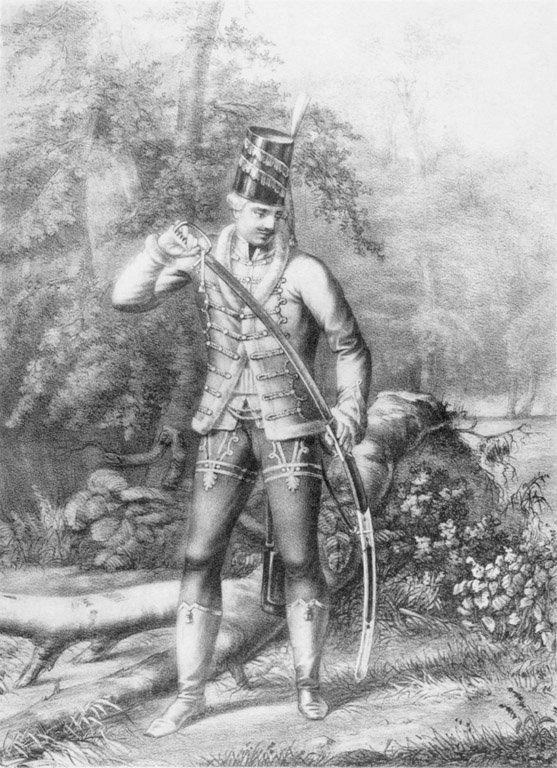
Обер-офіцер полка, з 1763 по 1776 роки.